# Persepolis (tecknad serie)
Persepolis är en serieroman i fyra delar, skapad 2000–2003 av den iranska serieskaparen Marjane Satrapi. Serien skapades på franska och i svart-vitt av Satrapi. Den har tydliga självbiografiska drag, baserat på hennes liv åren 1979–1994.

## Handling
I Persepolis första del skildras den iranska revolutionen 1979 genom den tioåriga flickan Marjane, som ser sitt och familjens liv förändras radikalt. Historien börjar strax före revolutionen, hos den då nioåriga Marjane och hennes familj med progressiva tendenser.
Den andra delen följer henne när hon förstår allt mer av landets utveckling och kriget mellan Iran och Irak. Tiden är tidigt 1980-tal, och landet runtomkring den unga Marjane förändras i tydligt islamistisk riktning. Tonåringens ovilja till att foga sig i de nya tiderna får föräldrarna att skicka henne till släktingar i Österrike, där hon ska kunna fortsätta sina studier.
1984 är året när del tre inleds. Därefter tillbringar Marjane ett par ensamma och förvirrade skolår i Wien, till största delen i ett inackorderingshem drivet av några nunnor.
Den fjärde delen beskriver hur Marjane 1988 återvänder till Iran, efter fyra år i Österrike. Här försöker hon finna en plats för en ung kvinna med konstnärliga ambitioner, i ett land där kriget just avslutats, ett land i ruiner men med lika auktoritärt styre som tidigare. Dessutom gifter hon sig. Till slut fungerar dock varken relationen eller livet i Iran, och Marjane bestämmer sig till slut för att emigrera till Frankrike.
Huvudpersonens utveckling löper parallellt med händelserna i Iran. Allt tecknas i en avskalad stil och med ett berättande ofta använder sig av humoristiska grepp för att beskriva tragiska situationer.

## Filmatisering
Baserat på seriealbumen skapades 2007 en animerad film med samma namn. Filmen, som regisserades av Vincent Parronaud i samarbete med Satrapi, vann juryns pris vid filmfestivalen i Cannes 2007.